# Overnight (album)
Overnight è il terzo album in studio del gruppo musicale statunitense Parachute, pubblicato il 13 agosto 2013.

## Tracce
1. Meant To Be – 3:25
2. Can't Help – 3:23
3. Drive You Home – 3:49
4. Hurricane – 4:10
5. Overnight – 4:12
6. Didn't See It Coming – 3:32
7. The Other Side – 3:47
8. Waiting For That Call – 3:15
9. The Only One – 3:55
10. Disappear – 4:04
11. Higher – 3:32